# 洪瑞麟
洪瑞麟（1912年5月7日—1996年12月3日），出身於臺北大稻埕，臺灣藝術家，以其關於採礦工人的繪畫作品及其於礦坑工作之經歷而著名，因而有「礦工畫家」之稱，亦有「來自地底的靈光」之美譽。

## 生平
1912年，洪瑞麟出生於大稻埕獅館巷（今涼州街）；他的父親洪鶴汀深諳漢學且擅長畫梅，在1923年於臺北元隆茶行擔任總管，在洪瑞麟小時候即已受到來自父親的藝術啟蒙。
1920年，他進入稻江義塾就讀並受校長稻垣藤兵衛的人道主義精神啟蒙，造就洪瑞麟之後對社會底層及窮苦人民、勞力人口及其生活環境的關心。在稻江義塾就學期間，老師吳清海發現洪瑞麟的藝術天分，並訂購日本的美術雜誌供他閱讀，也因此打開他的藝術視野及對普羅大眾的關心。
1927年，洪瑞麟進入洋畫自由研究所（1930年改名為臺灣繪畫研究所），接受石川欽一郎的繪畫指導。也是在這間研究所研讀的期間，洪瑞麟結識了倪蔣懷、陳植棋等前輩，在1930年洪瑞麟繼續前往日本留學。
1930年洪瑞麟抵達日本後，先進入川端畫學校和本鄉繪畫研究所習畫，並於隔年考進帝國美術學校（今武藏野美術大學）西洋畫科。 在接受歐美的美術流派訓練之際，這時日本的藝術界也受到當時「普羅藝術」思潮影響，洪瑞麟在多種潮流與思想的衝擊下，他的創作內容開始更加關懷勞動者、農民和小市民的日常生活。

## 礦工畫家
洪瑞麟自帝國美術學校畢業後，於1938年回到臺灣。為了感謝倪蔣懷資助他赴日留學的恩情，他接受倪蔣懷邀請，到其經營的瑞芳二坑（後稱懷山煤礦）工作，自此展開其30多年的礦坑工作生涯。
洪瑞麟在礦坑工作之際也不忘作畫；他時常將小型紙張、用底片盒裝的墨水及簡易的筆一起帶進礦坑，在陰暗、潮濕高溫的環境下迅速地描繪礦工工作的景象，並在出礦坑後再重新繪製在大型畫布上。洪瑞麟以簡練、粗曠的墨黑線條描繪礦工們工作的身形與肌肉線條，以晦暗的色調詮釋礦坑內黑暗的環境與礦工們艱辛的背影。洪瑞麟一系列描繪礦坑景象的作品，以最直接的觀察，呈現出勞動者們的工作景象。
除了礦工，洪瑞麟對其他社會底層與窮苦群眾也多有描繪。他在1933年繪製《日本貧民窟》、在1937年作《山形市集》，都在描繪日本底層人民艱苦的生活。約在1936年左右，洪瑞麟曾到屏東探訪排灣族人，到台東、蘭嶼一帶與雅美族（達悟族）人接觸，所以原住民也時常是他描繪的對象。
1972年，洪瑞麟自礦坑事業退休，並於1980年移居美國加州。1996年，他在美國當地時間12月3日凌晨因心肌梗塞逝世。

## 語錄
- 「將礦工們神聖的工作表現在畫幅中，是藝術賦予我的使命。」[12]
- 「我的畫就是礦工日記，也是我自己的反省。」[12]
- 「我留學日本的幾年，最令我感動的，不是那裡的櫻花，不是清淺的溪流，而是天寒下蕭瑟的勞動者。」[13]

## 外部連結
- YouTube上的北美館│掘光而行：洪瑞麟 Unearthing Light: Hung Jui-Lin